# 威廉·格里菲思
威廉·萨特利·格里菲思（英語：William Satterlee Griffiths，1922年6月26日—2010年10月27日），英国男子曲棍球运动员。他曾代表英国国家队参加1948年夏季奥林匹克运动会曲棍球比赛，获得一枚银牌。